# Carlos Agostinho do Rosário
Carlos Agostinho do Rosário (nacido el 26 de octubre de 1954) es un político mozambiqueño quién ejerció como primer ministro de Mozambique desde el 17 de enero de 2015 hasta el 3 de marzo de 2022. Es miembro del FRELIMO y estuvo bajo el mando del presidente Filipe Nyussi. Trabajó como funcionario en los años setenta y fue gobernador de Zambezia entre 1987 y 1994. Más tarde se desempeñó brevemente como diputado en 1994 antes de se ministro de agricultura y pesca, cargo que mantuvo hasta 1999. Después se convirtió en un diplomático en Asia; su último cargo antes de su nombramiento como primer ministro, fue embajador en Indonesia.

## Carrera
Nació en Maxixe el 26 de octubre de 1954. Estudió economía en la Universidad Eduardo Mondlane en Maputo. Luego viajó al Reino Unido para estudiar agricultura sostenible y economía de desarrollo rural en la Universidad Wye, obteniendo una maestría.
En 1977 comenzó a trabajar para el Ministerio de obras públicas en el departamento de economía y finanzas, donde permaneció hasta 1983. Entre 1980 y 1982 fue un orador vespertino en el Instituto Industrial de Maputo. En 1983 se convirtió en el economista principal para la empresa agrícola Citrinos de Manica.
En 1987 fue nombrado Gobernador de Zambezia y secretario general del Comité Provincial. En 1994 fue brevemente miembro de la Asamblea de la República antes de ser Ministro de agricultura y pesca. En 1999 su periodo como ministro finalizó.
Fue alto comisionado de Mozambique en India y Sri Lanka de 2002 a 2008. En 2009 fue embajador a Indonesia, con acreditación simultánea a Malasia, Singapur, Tailandia y Timor Oriental. Se mantuvo en ese cargo hasta que fue nombrado primer ministro el 17 de enero de 2015 por el presidente Filipe Nyussi.
Después de la formación de un Gobierno bajo Rosário, políticos de la oposición de la RENAMO se quejaron de que los 22 ministros eran del partido del FRELIMO y que el gobierno por tanto no fue inclusivo.

## Vida privada
Rosário es un fanático del fútbol y jugó en el equipo nacional juvenil. También creó un equipo diplomático mientras trabajaba en Indonesia.